# Chortophaga
Chortophaga es un género de saltamontes de la subfamilia Oedipodinae, familia Acrididae, asignado a la tribu Chortophagini. Este género se distribuye en Norteamérica y Centroamérica.
De verde a castaño, a veces púrpura. Pasan el invierno como ninfas y a veces como adultos en el sur. Posiblemente se alimentan de gramíneas. Está estrechamente relacionado al género Chimarocephala y tal vez sean un solo género.

## Especies

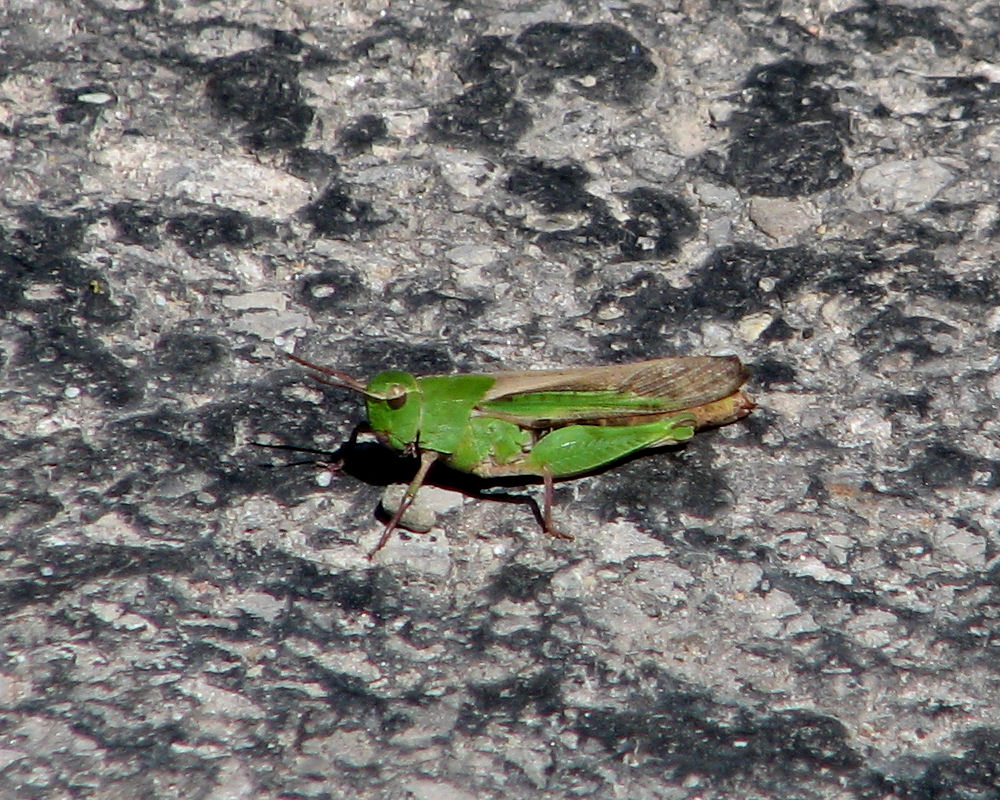
Chortophaga mendocino

Las siguientes especies pertenecen al género Chortophaga:
- Chortophaga australior Rehn & Hebard, 1911
- Chortophaga cubensis (Scudder, 1875)
- Chortophaga mendocino Rentz, 1977
- Chortophaga viridifasciata (De Geer, 1773)